# Lucien Laurent-Gsell
Lucien Laurent-Gsell, né le 19 novembre 1860 à Paris 11e et mort le 30 mars 1944 à Paris 17e, est un peintre et illustrateur français.

## Biographie
Il est le fils du peintre Gaspard Gsell et de Caroline Adèle Laurent, fille du peintre verrier Émile Laurent. Il a associé le nom de sa mère à celui de son père.
Il entre à l'école des Beaux-Arts où il est l'élève de Gaspard Gsell et d'Alexandre Cabanel.
Il expose au Salon de la Société des artistes français en 1880, et participe à l'Exposition universelle de 1889.
En 1909, il passe à la Société nationale des beaux-arts, moins académique.
Il était le neveu de Louis Pasteur, et a peint diverses scènes représentant les travaux de l'Institut Pasteur.
Il fréquenta Max Jacob, Guillaume Apollinaire, le Douanier Rousseau,et la plupart des impressionnistes et post-impressionnistes.
Il peint à la fois les élégants de la bonne société parisienne, et les bals populaires ou les fêtes foraines. Il a laissé des tableaux de ses nombreux voyages, décrivant la Nièvre, la Creuse, la Riviera, les Açores, San Remo, et même Buenos Aires, où le général Gallieni l'avait envoyé en mission.
Il est nommé peintre de la Marine en 1911.
Il s'est rendu célèbre pour ses scènes de genre et ses paysages colorés de style impressionniste; grand voyageur, il a peint dans de nombreuses provinces de France et tout particulièrement la région de Dieppe et le pays de Caux, ainsi que la Provence et la Côte d'Azur, où il a réalisa des vues de ports et des marines.
Il a aussi peint des paysages et des scènes d'Afrique du Nord, du Mali, et d'Argentine.

## Œuvres principales

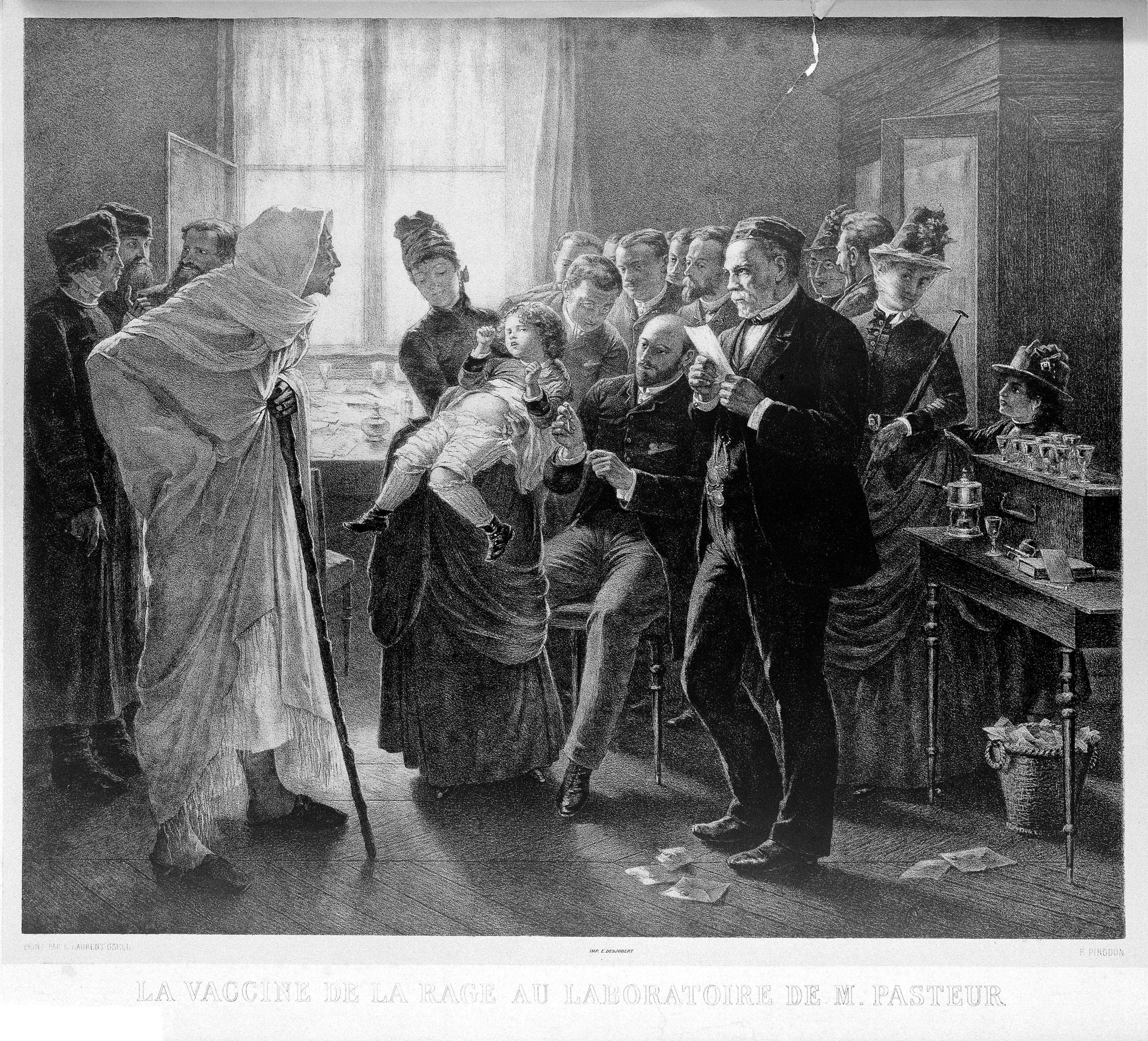
La Vaccine de la rage au laboratoire de M. Pasteur, lithographie de F. Pirodon d'après la toile de Laurent-Gsell (Fonds Wellcome).

- Différentes figures dans un laboratoire avec Pasteur (nd), musée du Louvre département des Arts graphiques[4]
- Le laboratoire de Pasteur (1886) musée des beaux arts Vannes
- Le Grand Tam-tam du 14 juillet, à Sanga (Soudan) (nd)
- Animation sur la plage de Dieppe (nd)
- L'Atelier Cabanel (1885)
- La Vaccine de la rage (salon de 1887[5])
- La Seine, le 18 janvier 1891 (salon de 1891[6])
- Bouquet de roses jaunes, coll. particulière
- À Dieppe, (vers 1885), musée Vivant Denon de Chalon-sur-Saône
- Marchande de fleurs à Sanremo, Italie

## Livres
- Les Oiseaux enchantés, texte et dessins par Laurent-Gsell, B. Sirven éditeur, Toulouse-Paris.

## Illustrations de livres
- Georges Vautier, Monsieur Badaud, 1889.